# Benthophilus nudus
Benthophilus nudus is een  straalvinnige vissensoort uit de familie van grondels (Gobiidae). De wetenschappelijke naam van de soort is voor het eerst geldig gepubliceerd in 1898 door Berg.
De soort staat op de Rode Lijst van de IUCN als niet bedreigd, beoordelingsjaar 2010.